# Ponte romano (Oberdorf)
Il ponte romano di S. Dionysen si trova a Oberdorf, sulla strada verso Sankt Dionysen, località del comune di Bruck an der Mur che si trova a suo volta nel distretto di Bruck-Mürzzuschlag del Land Stiria, in Austria.
Il ponte ad arco in pietra fu costruito probabilmente in epoca romana (si presume intorno al II secolo d.C). Questa struttura è ora un bene culturale tutelato.

## Storia
Il ponte viene nominato per la prima volta in un documento del 1454. Tale bene apparteneva probabilmente all'antica via postale romana che partiva da Flavia Solva (nei pressi dell'odierna Wagna), attraversava il Mura, arrivava a Poedicum e da qui proseguiva ancora fino a Stiriate.
La datazione del ponte è incerta. Nell'opera Roman Bridges del 1993, l'ingegnere australiano O'Connor suggerisce che il ponte sia un edificio di epoca romana, facendo riferimento a sua volta ad una pubblicazione precedente degli anni '60. Tuttavia, il ponte non compare nel catalogo molto più ampio dello studioso italiano Galliazzo del 1994.
Nei pressi di Badl si è conservata parte della stessa strada romana ed anche un ponte, oggi bene architettonico protetto.